# Mall Paseo Chiloé
El Mall Paseo Chiloé es un centro comercial ubicado en el sector central de la ciudad de Castro, ubicada en el Archipiélago de Chiloé. El proyecto contempla una construcción que ocupa una superficie de 30.000 m².[cita requerida]
De propiedad y construido por la inmobiliaria Pasmar, la empresa construyó los centros comerciales Paseo del Mar, Paseo Costanera, Paseo Rotonda y Paseo Paloma en Puerto Montt y el Paseo Puerto Varas. La inversión del proyecto fue de US$ 27 millones.

## Características
El Mall Paseo Chiloé, cuenta con  diversos locales comerciales las cuales se destacan lo siguiente: Lippi, Head, Hush Pupies, Falabella, Cat, Dimarsa, Rockford, Limonada, Pillin, Doite, Colloky, Guante, Ferouch, Entel, Family Shop, Lápiz López, Caffarena, Brando, Top, entre otros. También se encuentra tres farmacias como Cruz Verde, Salcobrand y Maicao. Un supermercado Express de Lider, que se encuentra en el piso -1. En el nivel 5, se encuentra el patio de comidas las cuales poseen puntos de venta de locales de comidas como: Juan Maestro, Pizza Hut, Doggi's, Buffet Express, Bufalo Beef, Tarragona, KFC entre otros, entre otros. En el mismo piso, se encuentran diversas zonas de entretenimiento para niños como Peterland, y Family Park. También existe un banco denominado Banco Falabella, para que los clientes del banco puedan realizar diversos trámites bancarios. En el último nivel superior, se encuentra una sala de cine de la empresa Cinépolis, para que los habitantes de Chiloé puedan ver los últimos estrenos de cine y otros eventos. Dentro del exterior de los locales comerciales en diversos pisos, podrán encontrar varios puntos de venta menores, principalmente módulos de venta de accesorios para celulares, entre otros. Y finalmente, en los pisos inferiores, se encuentran los estacionamientos de automóviles.

## Controversias
Hay controversia por su construcción y repercusiones en la vida de los habitantes de Castro, en particular por sus dimensiones, que son mayores a las autorizadas inicialmente, y que opacan visualmente a la iglesia San Francisco de Castro, declarada Patrimonio de la Humanidad por la Unesco.
También se criticó su fachada de hormigón, que altera la estética de la ciudad. Ante estas críticas, la empresa Pasmar decidió participar de una mesa de trabajo con arquitectos, autoridades y miembros de la sociedad civil, a partir de la cual se diseñó la fachada definitiva, la que considera una materialidad que asemeja la madera y un colorido que mitiga en parte el impacto visual.[cita requerida]
El municipio de Castro realizó una consulta ciudadana en que el apoyo a la existencia de un centro comercial obtuvo el 94,7% de los votos. Esta consulta, sin embargo, solo preguntaba si se quería o no el mall, dejando de lado la pregunta acerca de su emplazamiento.
La empresa Pasmar también en 2013 construyó un centro comercial en Puerto Varas, otra ciudad que representa un importante foco turístico. En esta ocasión diversos ciudadanos criticaron la obstrucción de la visibilidad de la Iglesia del Sagrado Corazón de Jesús, la cual también es Patrimonio Nacional.

### Declaración de la Unesco
En un informe presentado por la Unesco en 2014, se declaró que el Mall Paseo Chiloé genera un «impacto negativo» en la Iglesia de San Francisco, afectando su «valor universal excepcional». De no cumplirse con ciertas condiciones para el 1 de febrero de 2015, tales como una disminución de su altura y volumetría, por lo que la Iglesia San Francisco ingresó en junio de 2015 en la Lista de Patrimonio Mundial en Peligro. Sin embargo, al contrario de hacer caso a estas declaraciones, se hicieron ampliaciones al mall a fines de 2017, lo que aumentó su volumetría.